# Joseph Henry
Joseph Henry (Albany, 17 de dezembro de 1797 — Washington, D.C., 13 de maio de 1878) foi um cientista estadunidense.
Em 1830, enquanto construía eletroimãs, descobriu o fenômeno eletromagnético chamado indução electromagnética ou auto-indutância e a indutância mútua. O seu trabalho foi desenvolvido independentemente de Michael Faraday, mas é a este último que se atribuí a honra da descoberta por ter publicado primeiro as suas conclusões. A Henry também é creditada a invenção do motor elétrico, embora mais uma vez não tenha sido o primeiro a registrar a patente. Seus estudos acerca do relê eletromagético foram a base do telégrafo elétrico, inventado por Morse e Wheatstone. Mais tarde provou que as correntes podem ser induzidas à distância, magnetizando uma agulha com a ajuda de um relâmpago a 13 quilómetros de distância.
Em 1832, Henry tornou-se professor de física no College of New Jersey, mais tarde conhecido como Universidade de Princeton. Foi professor na Academia de Albany (EUA) e o primeiro diretor do Instituto Smithsoniano, de 1846 até à sua morte, 32 anos depois. À frente deste instituto desempenhou importantíssimo papel no desenvolvimento da ciência norte-americana. Em 1849 foi presidente da Associação Americana para o Avanço da Ciência.
Após a sua morte, a unidade de indutância ou resistência indutiva no Sistema Internacional (SI) foi chamada de henry, em reconhecimento do seu trabalho.